# Kamionna (Grande-Pologne)
Pour les articles homonymes, voir Kamionna.
Kamionna (prononciation : [kaˈmjɔnna], en allemand : Kämhe) est un village polonais de la gmina de Międzychód dans le powiat de Międzychód de la voïvodie de Grande-Pologne dans le centre-ouest de la Pologne.
Il se situe à environ 7 kilomètres au sud-est de Międzychód (siège de la gmina et du powiat), et à 68 kilomètres à l'ouest de Poznań (capitale de la Grande-Pologne).

## Histoire
De 1975 à 1998, le village faisait partie du territoire de la voïvodie de Gorzów.

Depuis 1999, Kamionna est situé dans la voïvodie de Grande-Pologne.
Le village possède une population de 528 habitants en 2009.